# Сент-Джонс-Вуд

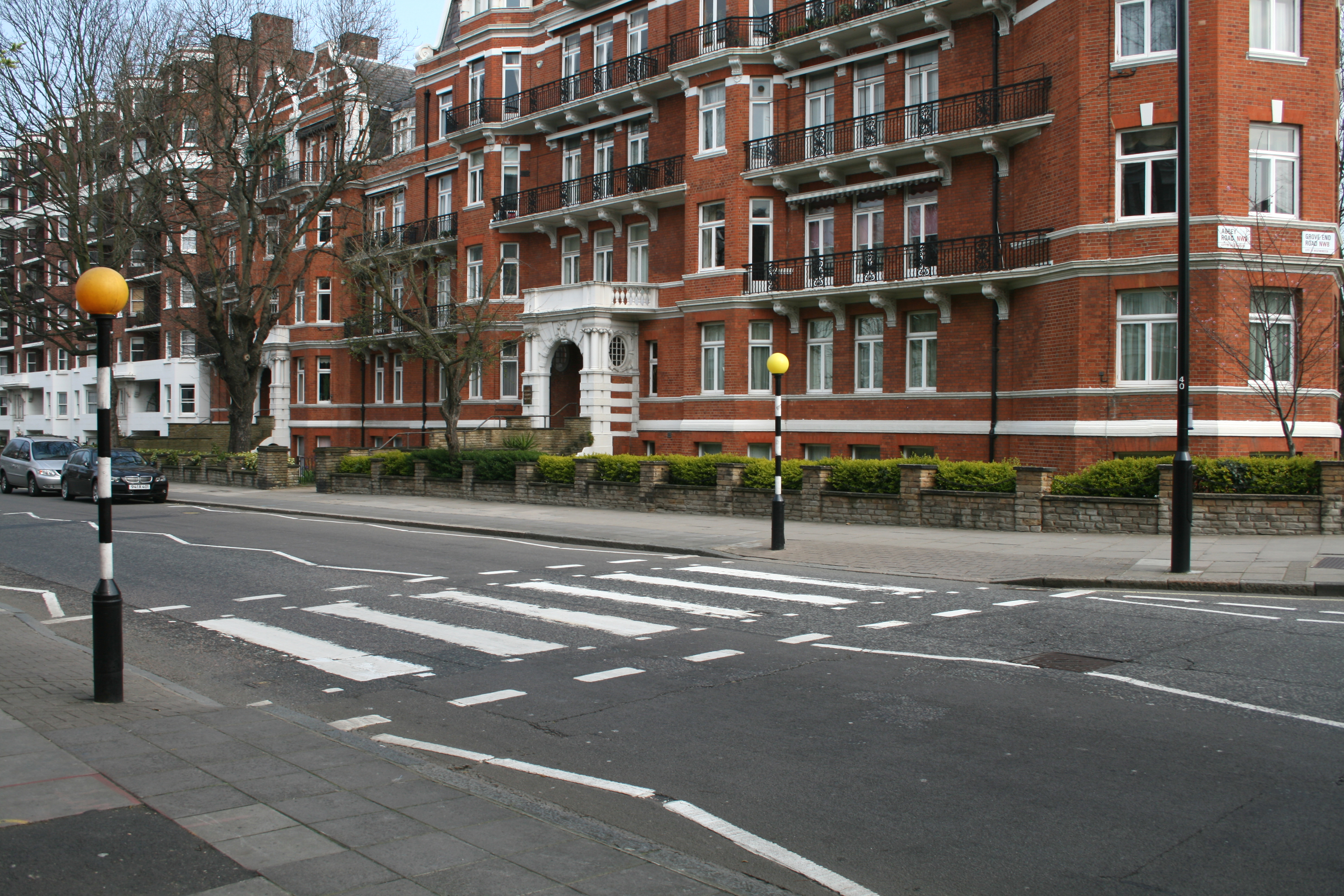
Переход через Эбби Роуд в Сент Джонс Вуд, который The Beatles запечатлели на обложке своего последнего студийного альбома Abbey Road

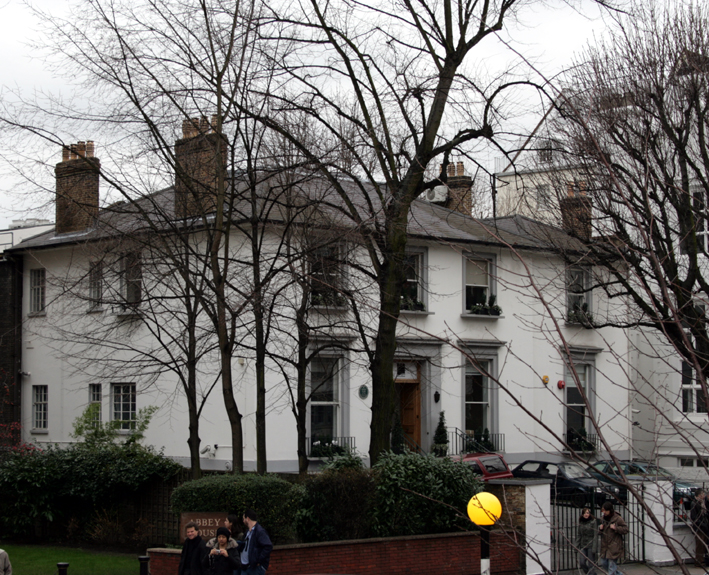
Здание студии Abbey Road, на которой записывались многие знаменитые музыканты

Сент-Джонс-Вуд (англ.  Saint John’s Wood, St John's Wood) — исторический район Лондона, часть административного округа Вестминстер. Расположен в северо-западной части центрального Лондона, к северу от Риджентс-парка и к западу от парка Примроуз-Хилл.

## История
Происхождение названия «лес Святого Иоанна» связано с тем, что изначально территория современного Сент Джонс Вуд входила в Великий Лес Миддлсекса и принадлежала рыцарям ордена Святого Иоанна Иерусалимского.
Сент Джонс Вуд начал застраиваться в первой половине XIX века. Он стал первой частью Лондона, застроенной отдельно стоящими частными виллами, в отличие от других районов города, застроенных преимущественно пристроенными друг к другу домами-террасами. Сейчас в некоторых частях района построены многоквартирные дома, но район по-прежнему считается одним из самых дорогих и престижных в Лондоне.
С момента основания в Сент Джонс Вуд селились люди, желающие жить подальше от чужих глаз и в стороне от суеты центрального Лондона, но в непосредственной близости к нему. Район облюбовали художники, артисты, музыканты, а также нувориши, дуэлянты и другие лица, не вполне радушно принимаемые в салонах и клубах центрального Лондона. Так, по мнению авторов того времени там проживали различные авантюристы — Ирен Адлер (Артур Конан Дойл «Скандал в Богемии»), граф с графиней Фоско (Уилки Коллинз «Женщина в белом»), Рубен Розенталь (Эрнест Уильям Хорнунг «Костюмированное представление»).
Сейчас Сент Джонс Вуд по-прежнему любят люди искусства и моды. В районе проживают музыканты Пол Маккартни (The Beatles) и Эндрю Флетчер (Depeche Mode), супермодель Кейт Мосс и многие другие знаменитости.

## Инфраструктура
В Сент Джонс Вуд расположены:
- Знаменитая студия Эбби Роуд, в которой записывались The Beatles, Pink Floyd, Oasis, Travis и многие другие популярные музыканты
- Стадион для крикета Лордс, на котором проходят самые важные матчи по крикету в Англии. Основателем стадиона являлся Томас Лорд, чье имя теперь он носит. Сами англичане прозвали это место «домом крикета». Здесь же, на территории стадиона, действует старейший во всем мире музей спортивной игры[1].
- 3 синагоги
- Американская школа Лондона

С другими районами Сент Джонс Вуд связывает одноименная станция метро, находящаяся в центре района.
В Сент Джонс Вуд много ресторанов, пабов, бутиков, большинство которых сконцентрированы на Сент Джонс Вуд Хай Стрит (St John’s Wood High Street) — центральной улице района.

## Знаменитые жители

### Памятныесиние таблички
- Лоуренс Альма-Тадема (1836—1912), художник
- Гилберт Байес (1872—1953), скульптор
- Джозеф Базэлджет (1819—1891), инженер-строитель
- Томас Бичем (1879—1961), дирижёр, оперный и балетный импресарио
- Уильям Райд Дик (1879—1961), скульптор
- Джордж Фрамптон (1860—1928), скульптор
- Уильям Пауэлл Фрайт (1819—1909), художник
- Барбара Хепуорт (1903—1975), скульптор-абстракционист
- Томас Гуд (1799—1845), поэт, юморист, сатирик
- Томас Генри Гексли (1825—1895), зоолог
- Мелани Кляйн (1882—1960), психоаналитик
- Лаура Найт (1877—1970), художница
- Оскар Кокошка (1886—1980), художник и писатель
- Чарльз Сэнтли (1834—1922), оперный певец
- Бернард Спилсбери (1877—1947), ученый, патологоанатом
- Уильям Странг (1859—1921), художник, график, гравер
- Мария Тюссо (1761—1850), скульптор, основательница музея восковых фигур
- Чарлз Фрэнсис Войси (1857—1941), архитектор и художник
- Джон Уильям Уотерхаус (1849—1917), художник

## В искусстве
Сент Джонс Вуд упоминается в следующих произведениях: «Война миров» Герберта Уэллса, «Скандал в Богемии» Артура Конан Дойла, «Сага о Форсайтах» Джона Голсуорси, цикле комических романов и рассказов о Берти Вустере и его камердинере Дживсе — П. Г. Вудхауза, «Волхв» Джона Фаулза, «Люди Милленниума» Джеймса Балларда, песне группы «The Rolling Stones» «Play with Fire» и др.